# Cercle d'Agadir-Banlieue
Le cercle d'Agadir-Banlieue est une circonscription administrative marocaine situé dans la préfecture d'Agadir Ida-Outanane, au sein de la région de Souss-Massa. Son chef-lieu se trouve dans le caïdat d'Amskroud.

## Caïdats et communes
Trois communes rurales relevant de deux caïdats sont rattachées au cercle d'Agadir-Banlieue.
| Année | Nb. Caïdat | Nb. Commune |
| 1994  | 4          | 12          |
| 2013  | 2          | 3           |

## Historique
Le cercle d'Agadir-Banlieue est créé en 1994, et est rattaché à la préfecture d'Agadir Ida-Outanane, qui vient juste d'être créée. Il compte à sa création 12 communes rurales rattachées à 5 caïdats. D'après le recensement officiel de la même année, le cercle est peuplé de 110 058 habitants. À partir de 1997, dans le cadre d'un nouveau découpage territorial, la préfecture d'Agadir Ida-Outanane, se trouve désormais dans la région de Souss-Massa-Drâa, tout comme le cercle.
Lors du recensement de 2004, le cercle connait une hausse de population et atteint 141 848 habitants. Mais à partir de 2013, dans le cadre du projet de décret no 2-13-126 adopté par le Conseil de gouvernement portant création de nouveaux cercles et caïdats, le cercle perd 9 de ses communes puisque les caïdats d'Aourir, d'Imouzzer, de Tamri, et du tout nouveau de Taghazout, sont rattachés à nouveau cercle : Agadir-Atlantique. La population du cercle baisse donc, et il est théoriquement peuplé selon le recensement de 2004, de 51 414 habitants. Depuis le dernier recensement de 2014, le cercle compte 83 323 habitants, pour 3 communes rurales relevant de deux caïdats.
Depuis 2015, dans le cadre du nouveau découpage régional, la région de Souss-Massa-Draâ est remplacée par la nouvelle région de Souss-Massa. La préfecture d'Agadir Ida-Outanane est donc intégrée à cette nouvelle région, tout comme le cercle d'Agadir-Banlieue.

## Démographie
Selon les données communales des recensements de 1994 à 2004, la population du cercle d'Agadir-Banlieue, avant le rattachement d'une partie de ses communes au cercle d'Agadir-Atlantique, est passée de 110 058 à 141 848 habitants.
Mais en comptant seulement les deux caïdats englobant trois communes que dispose le cercle d'Agadir-Banlieue depuis le décret du 11 avril 2013, la population du cercle est passée, de 1994 à 2004, de 33 945 à 51 414 habitants.
Depuis le dernier recensement de 2014, le cercle d'Agadir-Banlieue est officiellement peuplé de 83 323 habitants et compte 18 227 ménages.
| Année                          | Population totale | Ménages | Nb. Caïdat | Nb. Commune |
| ------------------------------ | ----------------- | ------- | ---------- | ----------- |
| 1994                           | 110 058           | 18 081  | 5          | 12          |
| 2004                           | 141 848           | 25 910  | 5          | 12          |
| 2014                           | 83 323            | 18 227  | 2          | 3           |
| Données issues de recensements |                   |         |            |             |

## Administration et politique

### Découpage territorial
| Caïdat   | Nombre de communes | Communes         | Population en 2014 (hab.) | Ménages en 2014 |
| -------- | ------------------ | ---------------- | ------------------------- | --------------- |
| Amskroud | 2                  | Amskroud, Idmine | 12 530                    | 2 741           |
| Drargua  | 1                  | Drargua          | 70 793                    | 15 486          |

### Offre de soin
| Caïdat   | CSCA | CSC | DR |
| Amskroud | 1    | 0   | 4  |
| Drargua  | 0    | 1   | 2  |